# Edicte de Nantes
L‘edicte de Nantes, firmat el 30 d'abril de 1598 pel rei Enric IV de França, va ser un decret que va autoritzar la llibertat de culte, amb certs límits, als protestants calvinistes, també coneguts com hugonots. La promulgació d'aquest edicte va posar fi a les Guerres de religió que van convulsar la França durant el segle xvi i el punt culminant de les quals va ser la massacre del dia de Sant Bartomeu de 1572. Enric IV, també protestant, es va convertir al catolicisme per poder accedir al tron. El primer article és un article d'amnistia que posava fi a la guerra civil:
| « | Que la memòria de tots els esdeveniments ocorreguts entre uns i altres després del començament del mes de març de 1585 i durant els seus convulsos precedents, fins al nostre adveniment a la corona, quedin dissipats i assumits com a cosa no succeïda. No serà possible ni estarà permès als nostres procuradors generals, ni a cap altra persona pública o privada, en cap temps, ni lloc, ni ocasió, sigui aquesta la que sigui, fer menció d'això, ni processar o perseguir a cap cort o jurisdicció a ningú per aquest motiu. | » |

## Precedents
L'edicte de Nantes, que va posar fi al període borrascós de les guerres de religió a França, no és el primer text d'aquest tipus promulgat en aquest país. Després de les dissensions constatades en els últims quatre decennis, entre els anys 1560 i 1574 va governar Carles IX juntament amb la seva mare, Caterina de Mèdici, com a regent, va firmar l'edicte de Sant Germà, també anomenat edicte de gener, el 17 de gener de 1562, que contenia el mateix esperit que l'edicte de Nantes, i reconeixia la llibertat de culte als protestants a Saint-Germain. El mateix pot trobar-se a l'edicte d'Amboise (19 de març de 1563) que reduïa els drets als gentilhomes i del culte calvinista. Igualment, la pau de Saint-Germain-en-Laye (8 d'agost de 1570) pactava la llibertat de consciència, la llibertat de culte i quatre places fortes: La Rochelle, Cognac, Montalban i La Charité-sud-Loire per als protestants. La diferència entre aquests texts i l'edicte de Nantes rau en el fet que aquest va ser aplicat gràcies a l'autoritat d'Enric IV, que el va imposar. Tot i que realment aquest tractats de pau només van ser unes treves, ja que més endavant tornaran les disputes.

A determinades ciutats, com Bordeus, Grenoble i Castres, els protestants eren jutjats per tribunals en els quals la meitat dels jutges eren també protestants. En altres, com París, Rouen, Dijon, Tolosa i Lió, el culte estava prohibit, mentre que en altres, com Saumur, La Rochelle, Montalban o Montpeller es permetia el culte. L'historiador francès Pierre Miquel explica que 
| « | els catòlics que volien practicar la fe dels seus pares no podien anar a l'església: estava destruïda, o la porta vigilada per dos piquets, per ordre d'un cap protestant | » |

El 1572, Enric de Navarra, futur Enric IV de França, que va néixer com a catòlic però va ser criat per la seva mare com un protestant i líder d'aquest grup, va contraure matrimoni amb Margarida de Valois, germana d'Enric IX, rei de França, en un matrimoni arreglat per les respectives mares, Joana d'Albert (mare d'Enric IV) i Caterina de Mèdici (mare de Margarita de Valois). Ningú estava d'acord amb aquest casament, ni tan sols els nuvis. Els catòlics, molt exaltats, van organitzar la massacre del dia de Sant Bartomeu, el 24 d'agost del 1572.
El 1574, amb Carles IX mort, es va firmar la Pau d'Etigny, on els hugonots van obtenir set places per poder practicar lliurement la seva religió. Per salvar la seva vida, Carles de Navarra es va convertir al catolicisme el 5 de febrer de 1576, però de seguida va renegar de la religió i va provocar la quarta guerra de religió.

## Característiques
Després de diverses disputes per la successió del tron de França, Enric de Navarra va esdevenir rei de França com a Enric IV entre el 1589 i 1610, i adoptà el catolicisme finalment el 1593 amb la intenció d'acabar amb els opositors al seu regnat pel fet de ser protestant, ja que només els protestants l'havien reconegut com a rei. Va ser qui va aconseguir acabar amb les guerres de religió (que es diu que van ser vuit) amb l'Edicte de Nantes firmat el 13 d'abril de 1598.
L'Edicte de Nantes garantia la llibertat de consciència a tot el regne llibertat de consciència, és a dir, que els hugonots no estaven obligats a assistir a missa ni a pagar els impostos de l'església i ja no podien ser perseguits. També parla de llibertat de culte, per tant de la possibilitat de tenir temples de qualsevol religió, tot i que estava limitada, ja que els aristòcrates tenien plena llibertat de culte en els seus dominis; en canvi la resta de la població depenia de la regió; en algunes zones el protestantisme estava molt arrelat, però en altres, com és el cas de Paris, només podien construir temples als afores. La capital sempre va estar protegida i dominada pels catòlics.
El document també donava garanties judicials a través de tribunals paritaris amb jutges catòlics i protestants per solucionar els problemes de la manera més justa per totes les religions. A més a més, es va donar als hugonots un centenar de places de seguretat, és a dir, ciutats fortificades que els garantia protecció davant dels atacs de catòlics. També, van permetre als hugonots la possibilitat d'accedir a càrrecs públics, escoles i hospitals, i alguns, fins i tot van arribar a tenir els mateixos drets civils que els catòlics i, es diu que en un dels articles secrets els garantia protecció a l'estranger davant la Inquisició. Tot i aquests privilegis, alguns hugonots hi van estar en contra perquè els limitaven la seva expansió.
Estava format per quatre textos bàsics, inclòs el text principal que estava format per 92 o 95 articles públics i 56 articles secrets o "particulars". Els tractats anteriors van formar la base de l'Edicte, ja que van servir per fer dos terços dels presents.

### Tolerància en l'Edicte?
El concepte de tolerància no apareix en cap moment en el document, ja que en aquella època aquesta paraula era sinònim d'aguantar i suportar com a última opció, en anglès la paraula que es fa servir per a aquesta definició de tolerància és toleration. El que entenem actualment per "tolerància", acceptar el pensament i opinió de tothom com una virtut enriquidora, era una cosa impensable durant el segle xvi. En anglès ho anomenen tolerance. Aquesta tolerància no apareixerà fins a final del segle xviii amb la Il·lustració.
Alguns historiadors creuen que l'Edicte el van escriure com un pas per aconseguir que els protestants tornessin al catolicisme, ja que es considera que l'Edicte està afavorint totalment els catòlics bàsicament perquè el catolicisme va ser declarat religió dominant. Cal destacar que l'Edicte només parla de tolerància entre catòlics i protestants i no nombra a la resta de religions. Per tant, era una tolerància limitada.

## Conseqüències i Futur de l'Edicte
Indubtablement aquest tractat no va agradar a la majoria de catòlics perquè sabien que era un acord forçat, i les ciutats totalment catòliques com París, Rennes i Ruan no el van imposar fins al cap de 10 anys i només per pressió reial. A la monarquia tampoc li va agradar perquè a partir de les places dels hugonots es creaven estats dins de França i això no els interessava.
Per tant, només va ser una treva, i de seguida va començar a ser violada; entre 1616-1629 va començar una altra onada de guerres de religió a França amb menys força però amb setges en les ciutats, que van acabar quan el rei Lluís XIII el 26 de juny del 1626 va dictar l'Edicte de Gràcia d'Alés, que va impedir als protestants mantenir les seves places i les assemblees de caràcter públic; finalment el 1629 el ministre francès Richelieu va conquerir La Rochelle, l'última plaça dels hugonots.
Sota el regnat de Lluís XIV es va emprendre una política de conversió dels protestants al catolicisme per tot el regne. Per reforçar aquesta política el 1685 el rei va decidir revocar l'Edicte de Nantes amb l'Edicte de Fontainebleau, que va provocar la fugida en massa dels hugonots, ja que es va prohibir el protestantisme a tot el territori. Es calcula que en van fugir més de 200.000 entre els quals hi havia artesans i burgesos, raó per la qual es va debilitar l'economia francesa.
Tot i això, els historiadors diuen que aquest text va ser molt important perquè per primera vegada es reconeix que la religió no era l'aspecte dominant en la lleialtat a l'estat o en la identitat nacional. Es veu una de les primeres separacions entre la unitat civil i la religiosa. Va ser exemple en molts països que tenien els mateixos problemes, fins i tot en segles posteriors.